# Aaron Mitchell
Aaron Mitchell (* 12. September 1969 in Welsh, Louisiana) ist ein US-amerikanisch-österreichischer Basketballtrainer und ehemaliger -spieler.

## Laufbahn

### Spieler
Mitchell spielte von 1987 bis 1991 an der University of Louisiana at Lafayette in der NCAA. In seiner Abschlusssaison 1990/91 kam der 1,88 Meter große Aufbauspieler auf Mittelwerte von 15,0 Punkten, 5,3 Korbvorlagen und 4,5 Rebounds je Begegnung. Mit insgesamt 674 Korbvorlagen, die er während seiner vier Jahre an der Uni erzielte, stand er auf dem ersten Rang der ewigen Bestenliste der Hochschulmannschaft, als er 1991 ins Profilager wechselte.
Kurz vor dem Beginn des Spieljahres 1991/92 wurde er aus dem Kader der NBA-Mannschaft Portland Trail Blazers gestrichen, gehörte dann zum Aufgebot der Lacrosse Catbirds in der CBA, ehe er ins Ausland wechselte. Mitchell spielte im Laufe seiner Karriere als Berufsbasketballspieler für Vereine aus Venezuela, Österreich, Zypern (Keravnos: 1993/94), der Schweiz (Birsfelden: 1995/96), Frankreich (Cambrai: 1996/97; ES Prissé-Mâcon: 1997/98; Maurienne: 1998/99), Israel (Hapoel Haifa: 1999/2000; Givat Shmuel: 2000; Bnei Herzelia: 2000/01), der Türkei (Galatasaray Istanbul: 2002) und Italien (Montepaschi Siena: 2002/03; Coop Nordest Trieste: 2003/04). Mit dem italienischen Erstligisten Siena trat er in der EuroLeague an, in Österreich stand er in der Saison 1992/93 bei den Swans Gmunden, 2001/02 und 2007/08 bei den Panthers Fürstenfeld, von Herbst 2004 bis Februar 2005 bei Kraftwerk Wels sowie von Februar 2005 bis 2007 beim UBC Mattersburg (als Spielertrainer) unter Vertrag.

### Trainer
Nachdem er in Mattersburg bis 2007 als Spielertrainer gewirkt hatte, wechselte er zur Saison 2007/08 als Co-Trainer nach Fürstenfeld, wo er einst gespielt hatte. Im November 2007 wurde er zum Cheftrainer befördert und führte die Mannschaft zum Gewinn der Staatsmeisterschaft. 2009 gewann Fürstenfeld unter seiner Leitung den österreichischen Pokalbewerb.
In der Saison 2009/10 trainierte Mitchell den Bundesligisten BasketClubs Vienna, von 2010 bis 2012 amtierte er als Cheftrainer von Antranik Beirut im Libanon. Er kehrte nach Österreich zurück und trainierte von 2012 bis 2014 den Zweitligisten BBU Salzburg, ehe er im Frühjahr 2014 das Traineramt beim ungarischen Erstligaverein BC Körmend übernahm und dieses bis Oktober 2014 innehatte.
In den Jahren 2015 und 2016 arbeitete Mitchell als Nationaltrainer in Bahrain, im März 2017 kehrte er als Trainer zur BBU Salzburg zurück. Ab Jänner 2019 gehörte sein Sohn Adrian zu seinen Spielern in Salzburg. Im Anschluss an die Saison 2018/19 verließ Aaron Mitchell den Verein. In Salzburg war er ebenfalls als Jugendtrainer beim American-Football-Verein Salzburg Ducks tätig. Im Sommer 2021 übernahm er das Traineramt beim Basketball-Zweitligisten Wörthersee Piraten. In der Saison 2022 betätigte er sich zusätzlich bei den Carinthian Lions als American-Football-Trainer.
Im Sommer 2022 wechselte Mitchell als Jugendkoordinator und -trainer zum deutschen Basketballverein Chiemgau Baskets.

## Privates
Sein Sohn Adrian wurde ebenfalls Basketball-Bundesliga-Spieler.